# Strupina

Historyczny herb Strupiny

Strupina (niem. Stroppen) – wieś w Polsce położona w województwie dolnośląskim, w powiecie trzebnickim, w gminie Prusice. Dawniej miasto; uzyskała lokację miejską przed 1253 rokiem, zdegradowana w 1945 roku. W latach 1975–1998 miejscowość administracyjnie należała do województwa wrocławskiego.

## Położenie
Przez miejscowość przebiega droga wojewódzka nr 339 oraz kończy bieg droga wojewódzka nr 342.

## Toponimia
W księdze łacińskiej Liber fundationis episcopatus Vratislaviensis (pol. Księga uposażeń biskupstwa wrocławskiego) spisanej za czasów biskupa Henryka z Wierzbna w latach 1295–1305 miejscowość wymieniona jest w obecnej polskiej formie Strupina. W roku 1613 śląski regionalista i historyk Mikołaj Henel z Prudnika wymienił miejscowość w swoim dziele o geografii Śląska pt. Silesiographia podając jej łacińską nazwę: Stroppavia.
Natomiast według niemieckiego językoznawcy Heinricha Adamy’ego nazwa miejscowości wywodzi się od polskiej nazwy stróży - posterunku strażniczego o obronnym charakterze. W swoim dziele o nazwach miejscowych na Śląsku wydanym w 1888 roku we Wrocławiu jako najstarszą nazwę miejscowości wymienia Strossa podając jej znaczenie "Wachtplatz" czyli w języku polskim "Miejsce posterunku, stróży". Nazwa wsi została później fonetycznie zgermanizowana na Stroppen i utraciła swoje pierwotne znaczenie.

## Historia
Dokładna data nadania praw miejskich Strupinie nie jest znana. Po raz pierwszy jako miasto wymieniana jest w źródle z 1253 r. Jeszcze w 1500 r. miasto rządziło się na prawie polskim. Mieszkańcy trudnili się głównie rolnictwem. Miasteczko było jednym z najmniejszych na Śląsku. W 1733 r. Strupinę zniszczył wielki pożar. W 1787 r. było tutaj 532 mieszkańców i 93 domy. W 1861 r. miasto miało 903 mieszkańców, a w chwili wybuchu II wojny światowej 711 mieszkańców.
Silnie zniszczona w 1945 r. Strupina została włączona do Polski i utraciła prawa miejskie.

## Zabytki
Do wojewódzkiego rejestru zabytków wpisany jest:
- kościół ewangelicki, obecnie rzymskokatolicki parafialny pw. Niepokalanego Serca NMP, z lat 1879-1881. W kościele  m.in. epitafia, m.in.:
  - Sebastiana von Nostitz (zm. 1587) z herbami: 
    - po lewej stronie, von: Nostitz, Zopterwolf, Lewen, Promitz;
    - po prawej, von: Popschitz, Nostitz, Warkoschen, Rechenberg;

  - Margarety von Buswoyen (zm. 1609), żony Antonia von Pusch z herbami:
    - po lewej stronie, von:  Buswoyen, X,
    - po prawej, von: Kreckwitz, Seherr von Thoss

  - Heleny von Schirnagern, (zm.  1610), żony Nickela Latufskes 
    - po lewej stronie, von: Schirnagern
    - po prawej, von: Falkenhayn

  - Kathariny von Nostitz (zm. 1606), żony Kaspara von Seidlitz und Mirschelwitz
    - po lewej stronie, von: Nostitz, Loeben (?),
    - po prawej, von: X, Promniz, Rothkirch (?)[11].

## Edukacja
W roku 2007 w Strupinie zamknięto gimnazjum, a uczniowie poszczególnych wsi uczęszczają do szkoły w Prusicach. W roku szkolnym 2013/2014 w budynku dawnego gimnazjum, został otwarty oddział 0-3 szkoły podstawowej w Piotrkowicach.